# Gran Premio di Monaco 1962
Il Gran Premio di Monaco 1962 si è svolto domenica 3 giugno 1962 sul circuito di Monte Carlo. La gara è stata vinta da Bruce McLaren su Cooper seguito dai due piloti della Ferrari Phil Hill e Lorenzo Bandini.

## Qualifiche
| Pos | N. | Pilota                  | Auto                 | Squadra                        | Tempo  | Distacco |
| --- | -- | ----------------------- | -------------------- | ------------------------------ | ------ | -------- |
| 1   | 18 | Jim Clark               | Lotus-Climax         | Team Lotus                     | 1:35.4 | -        |
| 2   | 10 | Graham Hill             | BRM                  | Owen Racing Organisation       | 1:35.8 | +0.4     |
| 3   | 14 | Bruce McLaren           | Cooper-Climax        | Cooper Car Company             | 1:36.4 | +1.0     |
| 4   | 40 | Willy Mairesse          | Ferrari              | Scuderia Ferrari SpA SEFAC     | 1:36.4 | +1.0     |
| 5   | 4  | Dan Gurney              | Porsche              | Porsche System Engineering     | 1:36.4 | +1.0     |
| 6   | 22 | Jack Brabham            | Lotus-Climax         | Brabham Racing Organisation    | 1:36.5 | +1.1     |
| 7   | 30 | Maurice Trintignant     | Lotus-Climax         | Rob Walker Racing Team         | 1:36.8 | +1.4     |
| 8   | 34 | Innes Ireland           | Lotus-Climax         | UDT Laystall Racing Team       | 1:37.0 | +1.6     |
| 9   | 36 | Phil Hill               | Ferrari              | Scuderia Ferrari SpA SEFAC     | 1:37.1 | +1.7     |
| 10  | 38 | Lorenzo Bandini         | Ferrari              | Scuderia Ferrari SpA SEFAC     | 1:37.2 | +1.8     |
| 11  | 28 | John Surtees            | Lola-Climax          | Yeoman Credit Racing Team      | 1:37.9 | +2.5     |
| 12  | 26 | Roy Salvadori           | Lola-Climax          | Yeoman Credit Racing Team      | 1:38.5 | +3.1     |
| 13  | 8  | Richie Ginther          | BRM                  | Owen Racing Organisation       | 1:39.0 | +3.6     |
| 14  | 20 | Trevor Taylor           | Lotus-Climax         | Team Lotus                     | 1:40.0 | +4.6     |
| 15  | 38 | Ricardo Rodriguez       | Ferrari              | Scuderia Ferrari SpA SEFAC     | 1:40.1 | +4.7     |
| 16  | 2  | Jo Bonnier              | Porsche              | Porsche System Engineering     | 1:42.4 | +7.0     |
| 17  | 16 | Tony Maggs              | Cooper-Climax        | Cooper Car Company             | 1:42.7 | +7.3     |
| DNQ | 46 | Jo Siffert              | Lotus-Climax         | Ecurie Nationale Suisse        | 1:38.9 | +3.5     |
| DNQ | 24 | Jackie Lewis            | BRM                  | Ecurie Galloise                | 1:39.0 | +3.6     |
| DNQ | 32 | Masten Gregory          | Lotus-BRM            | UDT Laystall Racing Team       | 1:39.2 | +3.8     |
| DNQ | 44 | Carel Godin de Beaufort | Porsche              | Ecurie Maarsbergen             | 1:44.4 | +9.0     |
| DNQ | 42 | Nino Vaccarella         | Lotus-Climax         | Scuderia Repubblica di Venezia | 2:01.8 | +26.4    |
| WD  | 6  | Roberto Bussinello      | De Tomaso-Alfa Romeo | Scuderia De Tomaso             |        |          |
| WD  | 12 | Tony Marsh              | BRM                  | Owen Racing Organisation       |        |          |

## Gara
| Pos | N. | Pilota              | Costruttore/Motore | Giri | Tempo/Ritiro        | Griglia | Punti |
| --- | -- | ------------------- | ------------------ | ---- | ------------------- | ------- | ----- |
| 1   | 14 | Bruce McLaren       | Cooper-Climax      | 100  | 2:46:29.7           | 3       | 9     |
| 2   | 36 | Phil Hill           | Ferrari            | 100  | + 1.3               | 9       | 6     |
| 3   | 38 | Lorenzo Bandini     | Ferrari            | 100  | + 1:24.1            | 10      | 4     |
| 4   | 28 | John Surtees        | Lola-Climax        | 99   | + 1 giro            | 11      | 3     |
| 5   | 2  | Jo Bonnier          | Porsche            | 93   | + 7 giri            | 15      | 2     |
| 6   | 10 | Graham Hill         | BRM                | 92   | Motore              | 2       | 1     |
| 7   | 40 | Willy Mairesse      | Ferrari            | 90   | Pressione dell'olio | 4       |       |
| 8   | 22 | Jack Brabham        | Lotus-Climax       | 77   | Incidente           | 6       |       |
| Rit | 34 | Innes Ireland       | Lotus-Climax       | 64   | Pompa della benzina | 8       |       |
| Rit | 18 | Jim Clark           | Lotus-Climax       | 55   | Frizione            | 1       |       |
| Rit | 26 | Roy Salvadori       | Lola-Climax        | 44   | Sospensione         | 12      |       |
| Rit | 16 | Tony Maggs          | Cooper-Climax      | 43   | Cambio              | 16      |       |
| Rit | 20 | Trevor Taylor       | Lotus-Climax       | 24   | Perdita d'olio      | 14      |       |
| Rit | 4  | Dan Gurney          | Porsche            | 0    | Incidente           | 5       |       |
| Rit | 30 | Maurice Trintignant | Lotus-Climax       | 0    | Incidente           | 7       |       |
| Rit | 8  | Richie Ginther      | BRM                | 0    | Incidente           | 13      |       |
| DNS | 38 | Ricardo Rodriguez   | Ferrari            |      |                     |         |       |

## Statistiche

### Piloti
- 3ª vittoria per Bruce McLaren
- 1ª pole position per Jim Clark
- 1° podio per Lorenzo Bandini
- 10° podio per Bruce McLaren
- 1º Gran Premio per Jo Siffert

### Costruttori
- 14ª vittoria per la Cooper

### Motori
- 19ª vittoria per il motore Climax

### Giri al comando
- Bruce McLaren (1-6, 93-100)
- Graham Hill (7-92)

## Classifiche Mondiali

### Piloti
| Pos | Pilota                  | Punti |
| --- | ----------------------- | ----- |
| 1   | Graham Hill             | 10    |
|     | Phil Hill               | 10    |
| 3   | Bruce McLaren           | 9     |
| 4   | Trevor Taylor           | 6     |
| 5   | Lorenzo Bandini         | 4     |
| 6   | John Surtees            | 3     |
|     | Giancarlo Baghetti      | 3     |
| 8   | Jo Bonnier              | 2     |
|     | Tony Maggs              | 2     |
| 10  | Carel Godin de Beaufort | 1     |

### Costruttori
| Pos | Team          | Punti |
| --- | ------------- | ----- |
| 1   | Cooper-Climax | 11    |
| 2   | BRM           | 10    |
|     | Ferrari       | 10    |
| 4   | Lotus-Climax  | 6     |
| 5   | Lola-Climax   | 3     |
|     | Porsche       | 3     |